# Karakaška pralja
Karakaška pralja (lat. Alternanthera caracasana), trjnica,  polugrm iz porodice štirovki. Raste uglavnom u sezonski suhom tropskom biomu, od Meksika na jug do Argentine, odakle je uvezena i u SAD, Afriku i Europu, među kojima i u Hrvatsku.
U “A Zapotec Natural History”, Dio 2, (Sveučilište Washington,) piše "Alternanthera caracasana je nisko rastuća biljka iz puzave podzemne stabljike; sićušni cvjetovi; doslovno "biljka protiv proljeva"; lijek za proljev, koji se uzima u vodi na sobnoj temperaturi; ... također se koristi za liječenje 'straha'; također za ukras; životinje je jedu."
Ime vrste dolazi po regiji Caracas u Venezueli.
- A. caracasana
- A. caracasana
- A. caracasana

## Sinonimi
Homotipični
- Telanthera caracasana (Kunth) Moq. in A.P.de Candolle, Prodr. 13(2): 370 (1849)

Heterotipični
- Achyranthes peploides (Humb. & Bonpl. ex Schult.) Britton in N.L.Britton & P.Wilson, Sci. Surv. Porto Rico & Virgin Islands 5: 279 (1924)
- Alternanthera achyrantha var. dasyantha Seub. in C.F.P.von Martius & auct. suc. (eds.), Fl. Bras. 5(1): 183 (1875)
- Alternanthera achyrantha var. parvifolia Moq. in A.P.de Candolle, Prodr. 13(2): 359 (1849)
- Alternanthera macrorhiza Hauman in Bull. Jard. Bot. État Bruxelles 18: 114 (1946)
- Alternanthera parvifolia (Moq.) Fawc. & Rendle in Fl. Jamaica 3: 139 (1914)
- Alternanthera peploides (Humb. & Bonpl. ex Schult.) Urb. in Repert. Spec. Nov. Regni Veg. 15: 168 (1918)
- Alternanthera villiflora Scheele in Linnaea 22: 149 (1849)
- Celosia humifusa Willd. ex Schult. in J.J.Roemer & J.A.Schultes, Syst. Veg., ed. 15[bis]. 5: 531 (1819)
- Illecebrum peploides Humb. & Bonpl. ex Schult. in J.J.Roemer & J.A.Schultes, Syst. Veg., ed. 15[bis]. 5: 517 (1819)